# An-Nasir Dawud
Al-Malik an-Nasir Salah ad-Din Dawud (arabisch الملك الناصر صلاح الدين داود, DMG al-Malik an-Nāṣir Ṣalāḥ ad-Dīn Dāwud; † um 1256) war ein Emir von Syrien und Palästina aus der Dynastie der Ayyubiden. Er war ein Sohn des Emirs al-Muʿazzam ʿĪsā und ein Großneffe des berühmten Saladin.
An-Nasir folgte seinem im November 1227 gestorbenen Vater in der Herrschaft über Syrien mit der Hauptstadt Damaskus nach. Gegen ihn verbündeten sich sofort seine beiden Onkel al-Kamil von Ägypten, der schon gegen an-Nasirs Vater gekämpft hatte, und al-Aschraf in Mesopotamien. Sie verständigten sich über eine Aufteilung seines Herrschaftsgebietes, wobei al-Kamil auch den römisch-deutschen Kaiser Friedrich II. mit einbezog, der eben im April 1228 auf seinem Kreuzzug im Orient eingetroffen war. Im Herbst 1228 besetzte al-Kamil Jerusalem, das er im Februar 1229 vertraglich an die Christen abtrat. Im März 1229 wurde an-Nasir von den Truppen seiner beiden Onkel in Damaskus eingeschlossen, im Juli musste die Stadt kapitulieren. Die Herrschaft in Damaskus fiel an al-Aschraf, während al-Kamil Nordsyrien bekam.
An-Nasir wurde für seinen Verlust mit dem Emirat Transjordanien und der Festung Kerak als Hauptstadt entschädigt, wo er als Untergebener seines Onkels al-Kamil herrschte. In Vergeltung eines Angriffes auf eine Karawane durch Peter Mauclerc im November 1239 (Kreuzzug der Barone), griff an-Nasir Jerusalem an und zerstörte dessen Verteidigungswerke, nahm die Stadt allerdings nicht ein. Im Jahr darauf unterstützte er seinen Neffen as-Salih Ayyub, den er zuvor gefangen gehalten hatte, beim Sturz dessen Bruders, des in Ägypten regierenden Sultans al-Adil II., in der Hoffnung, von as-Salih Ayyub die Herrschaft über Damaskus zurückzuerhalten, was aber nicht geschah. In seinen letzten Jahren betrieb an-Nasir eine wechselvolle Bündnispolitik mit as-Salih Ayyub von Ägypten, as-Salih Ismail von Syrien und den christlichen Baronen von Outremer. 1244 besetzte eine marodierende Choresmierhorde Jerusalem und vertrieb die Christen aus der Stadt, ein Jahr später eroberte as-Salih Ayyub Palästina mitsamt Jerusalem endgültig. 1248 wurde an-Nasir von as-Salih Ayyub auch in Karak entmachtet. Er starb einige Jahre später.
Nicht zu verwechseln ist an-Nasir Dawud mit seinem Cousin an-Nasir Yusuf († 1260), welcher der letzte Ayyubidenherrscher von Damaskus war.